# ATRAN Cargo Airlines
Atran, LLC (in russo: ООО «Атран») è una compagnia aerea cargo con sede a Mosca, Russia. Opera voli charter cargo in Europa, Russia e CSI. La sua base principale è l'aeroporto di Mosca-Domodedovo.

## Storia
La compagnia venne fondata nel 1942 dal Ministero dell'Industria Aeronautica come una controllata di Aeroflot per favorire il trasporto di componenti verso le varie industrie aeronautiche utilizzando Polikarpov Po-2 e Lisunov Li-2. Nel 1962 iniziò le operazioni di trasporto con i nuovi Antonov An-8 e An-12. Nel 1986 cambiò denominazione in Transport Aviation Production Association, diventata Aviatrans nel 1990; nel 1997 assunse la denominazione attuale. All'epoca era di proprietà dei suoi dipendenti (73%), dello stato della Russia (25%) e di partecipazioni pubbliche (2%).
Nel 2011, la compagnia aerea è stata acquistata dalla russa Volga-Dnepr, divenendone una sua controllata.
Nel 2012 ha ricevuto il primo di 3 Boeing 737-400, convertiti per il trasporto di merci. Gli altri due esemplari sono stati consegnati nel 2013 e nel 2016. Nel 2019 è divenuto il primo operatore russo ad accogliere nella flotta un Boeing 737-800(BCF), ovvero un esemplare versione passeggeri convertito per le operazioni cargo.
A causa delle sanzioni contro la Russia nel 2022, la compagnia aerea ha dovuto sospendere i voli con i suoi Boeing 737.
Nel settembre 2023 Atran ha ripreso le operazioni dopo aver acquisito due aerei cargo An-12.

## Flotta

### Flotta attuale

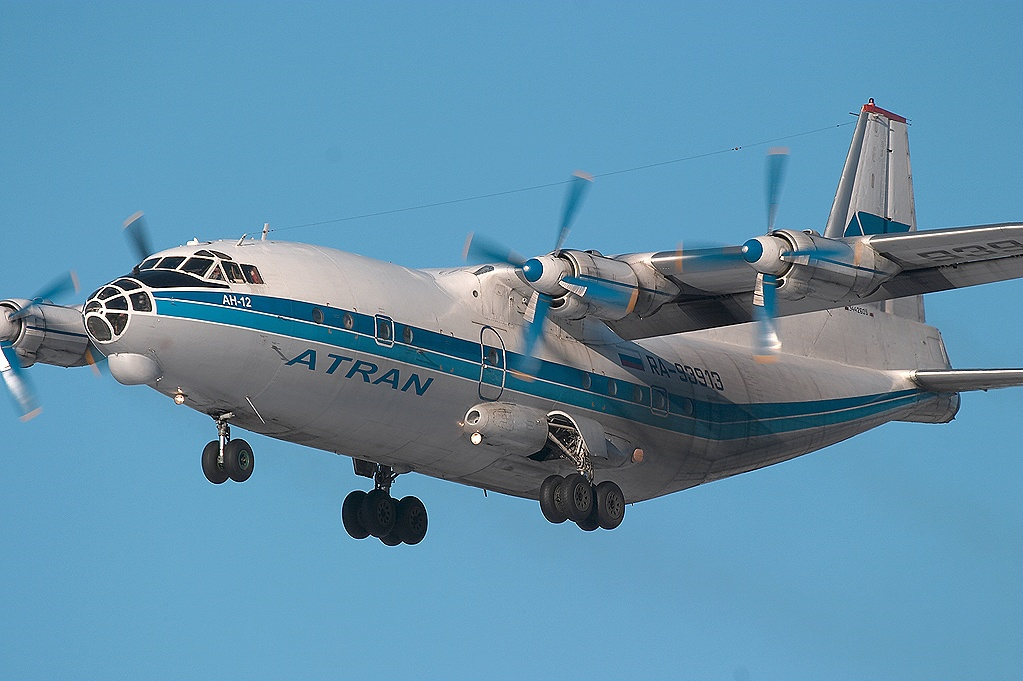
Un Antonov An-12 della compagnia nel 2004.

Ad aprile 2025 la flotta di ATRAN Cargo Airlines è così composta:

### Flotta storica
ATRAN Cargo Airlines operava in precedenza con:
- Antonov An-2
- Antonov An-8
- Antonov An-12
- Antonov An-26
- Antonov An-32
- Douglas C-47
- Ilyushin Il-14
- Ilyushin Il-76T/TD
- Lisunov Li-2
- Polikarpov Po-2

## Incidenti
- Il 29 luglio 2007, un Antonov An-12, codice di registrazione RA-93912, si schiantò a 4 km dall'aeroporto di Domodedovo dopo essere decollato per operare un volo sulla rotta Mosca-Omsk-Bratsk, provocando la morte dei 7 membri dell'equipaggio.[5]